# مناوبة ملاحية

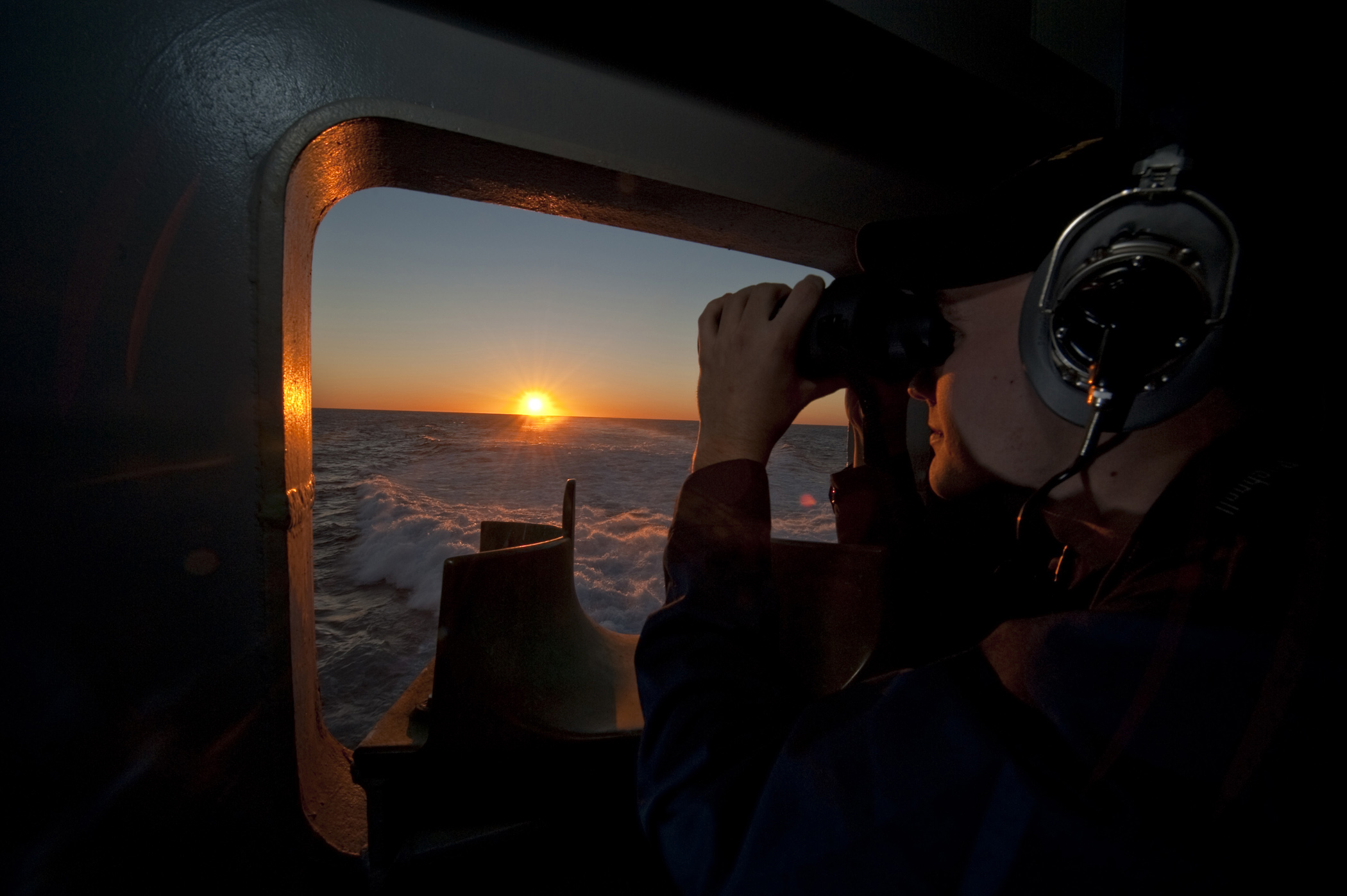
بحار يناوب في سفينة يو إس إس جورج بوش الأب (CVN-77).

المناوبة الملاحية هي تكليف البحارة بأدوار محددة على متن السفينة لتشغيلها باستمرار. هذه المهام نشطة باستمرار لأنها تعتبر ضرورية للتشغيل الآمن للمركبة المائية وتسمح أيضًا للسفينة بالاستجابة لحالات الطوارئ والمواقف الأخرى بسرعة. وتنقسم هذه المناوبات إلى فترات عمل لضمان شغل الأدوار دائمًا في جميع الأوقات، بينما يُعرف أفراد الطاقم الذين كُلِّفوا بالعمل أثناء المناوبة باسم المناوبون.
على متن مركبة بحرية، سواء كانت عسكرية أو تجارية، يقوم الأفراد "بالمناوبة" في مواقع مختلفة عبر السفينة، مثل برج القيادة وغرفة الآلات. يشمل المناوبون في برج القيادة النموذجيون مراقبًا وضابطًا لسطح السفينة [الإنجليزية] الذي هو المسؤول عن الملاحة الآمنة للسفينة؛ بينما في غرفة الآلات، يتأكد ضابط السطح من استمرار تشغيل الآلات في العمل ضمن نطاق الأمان.